# Prunus caroliniana
Prunus caroliniana ist eine Pflanzenart aus der Gattung Prunus.

## Merkmal
Prunus caroliniana ist ein Baum, der Wuchshöhen von ungefähr 10 Meter erreicht. Die Laubblätter sind länglich-lanzettlich, schwach gesägt bis ganzrandig, zugespitzt, ledrig, glänzend und immergrün.
Die Blüten sind in 3 bis 4 Zentimeter langen Trauben angeordnet. Sie sind rahmweiß und kurz gestielt. Der Blütenbecher ist glockig.
Die bei Reife schwarze Steinfrucht ist bei einem Durchmesser von 10 Millimeter eiförmig-rundlich. Der Steinkern ist glatt.
Die Blütezeit reicht von März bis April.
Die Blätter und Zweige enthalten hohe Mengen an cyanogenen Glykosiden, die sich bei Beschädigung in Blausäure (Cyanwasserstoff) zersetzen. Dies kann eine potenzielle toxische Gefahr für weidende Nutztiere und Kinder darstellen.

## Vorkommen
Prunus caroliniana kommt im südlichen Nordamerika vor.

## Nutzung
Prunus caroliniana wird in Mitteleuropa nur an sehr geschützten Orten, wie der Insel Mainau und in Südtirol als Zierpflanze genutzt.